# Salvatorkirche (Kürbitz)

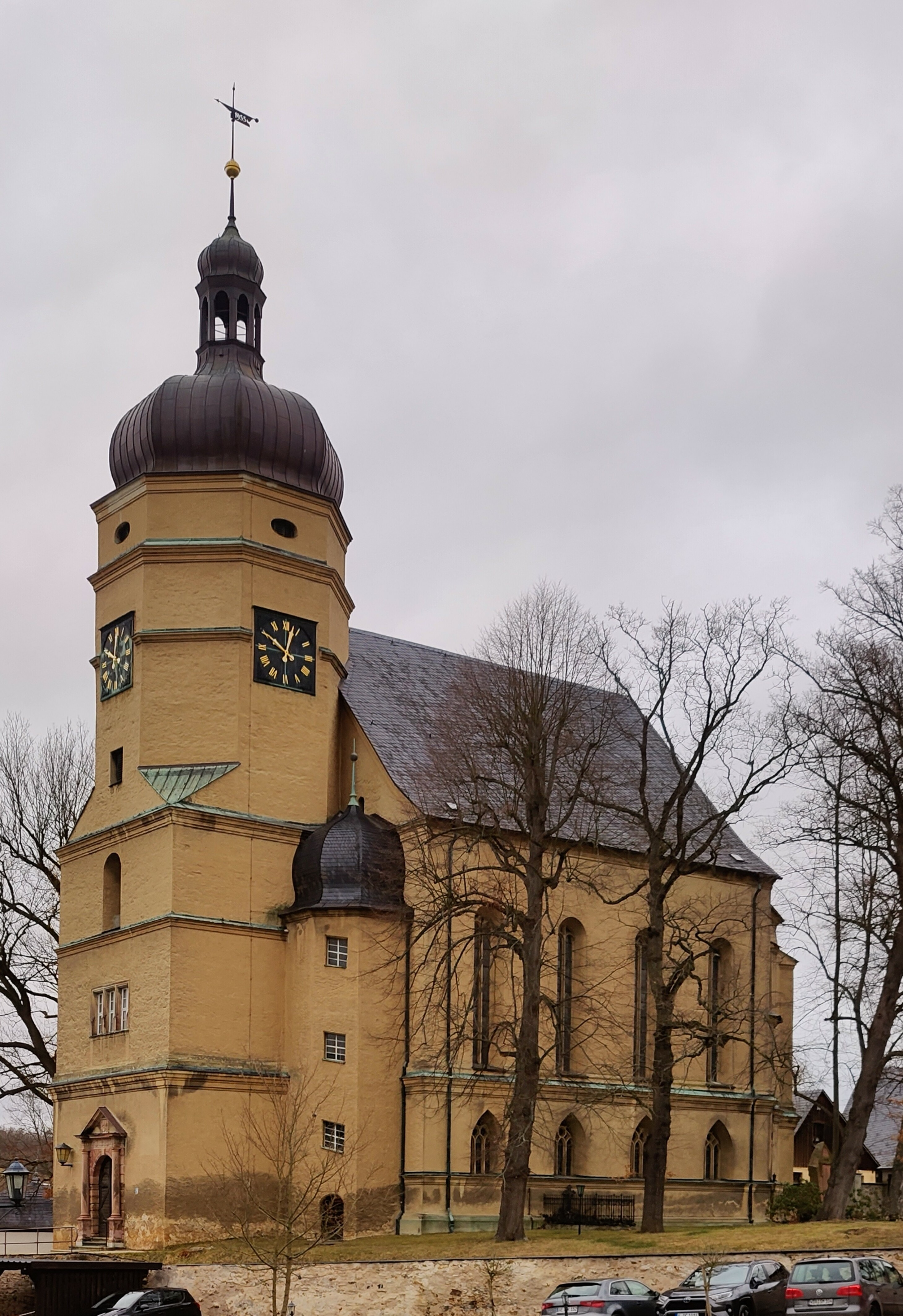
Salvatorkirche Kürbitz

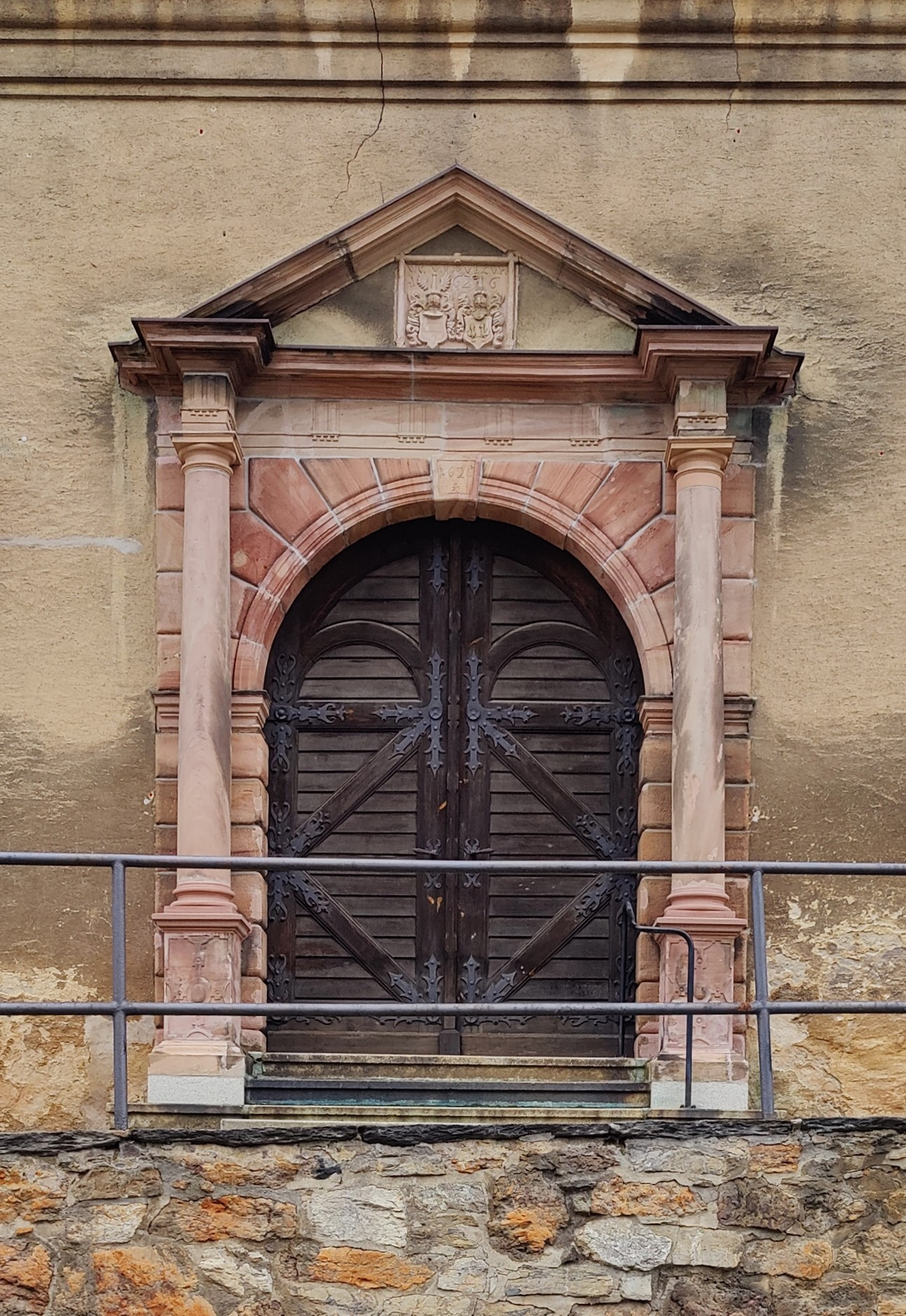
Portal

Die Salvatorkirche ist eine nachgotische Hallenkirche im Dorf Kürbitz, einem Ortsteil der Gemeinde Weischlitz im Vogtlandkreis in Sachsen. Der imposante Sakralbau gehört zur Kirchgemeinde Kürbitz im Kirchenbezirk Plauen der Evangelisch-Lutherischen Landeskirche Sachsens. Weithin sichtbar prägt sie das Ortsbild von Kürbitz. Sie enthält eine außergewöhnlich reiche Ausstattung und zählt zu den bedeutendsten Baudenkmälern der Region.

## Geschichte und Architektur

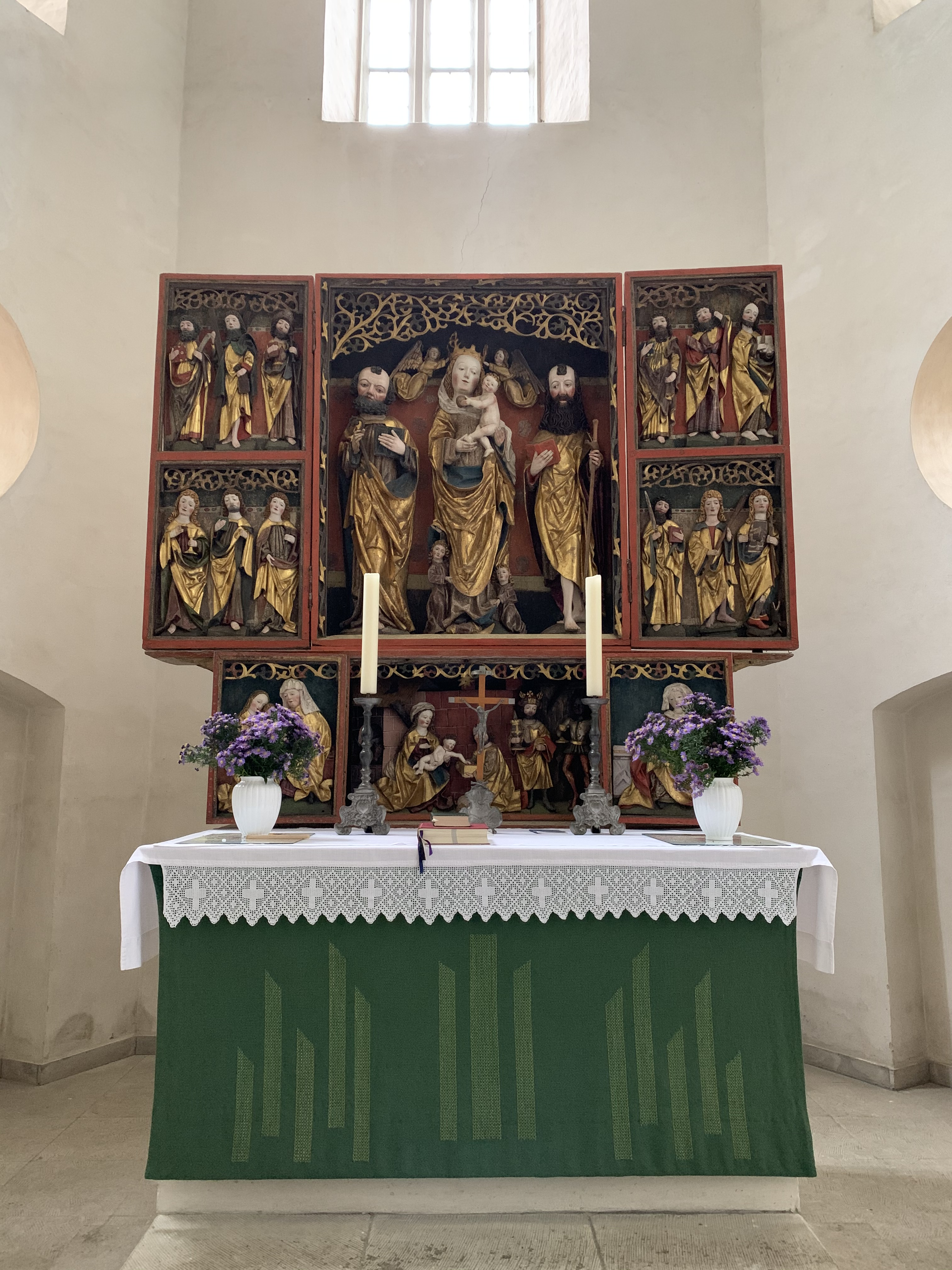
Historischer Altar, um 1500 entstanden

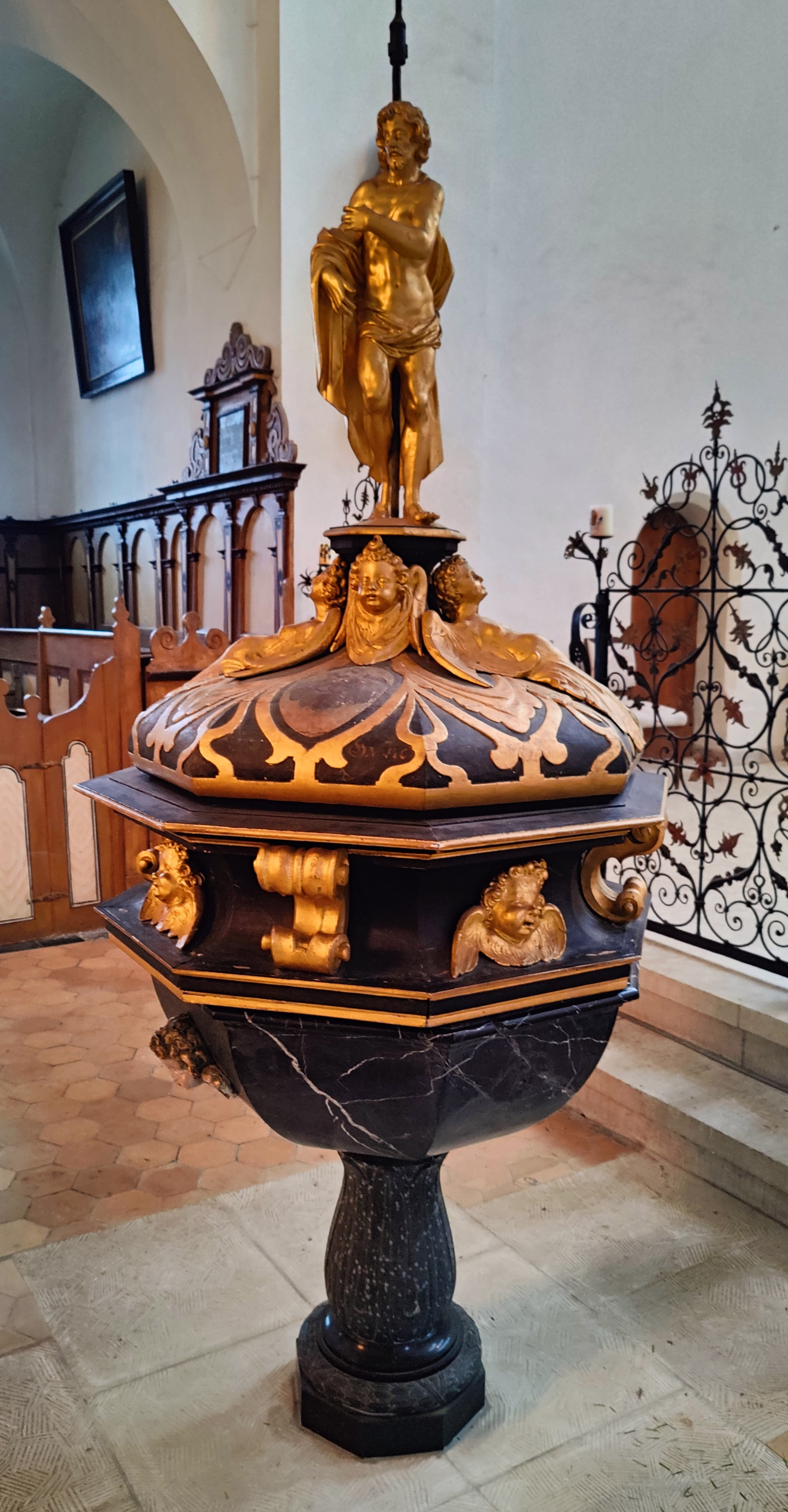
Taufbecken mit aufwendig verzierter Abdeckung

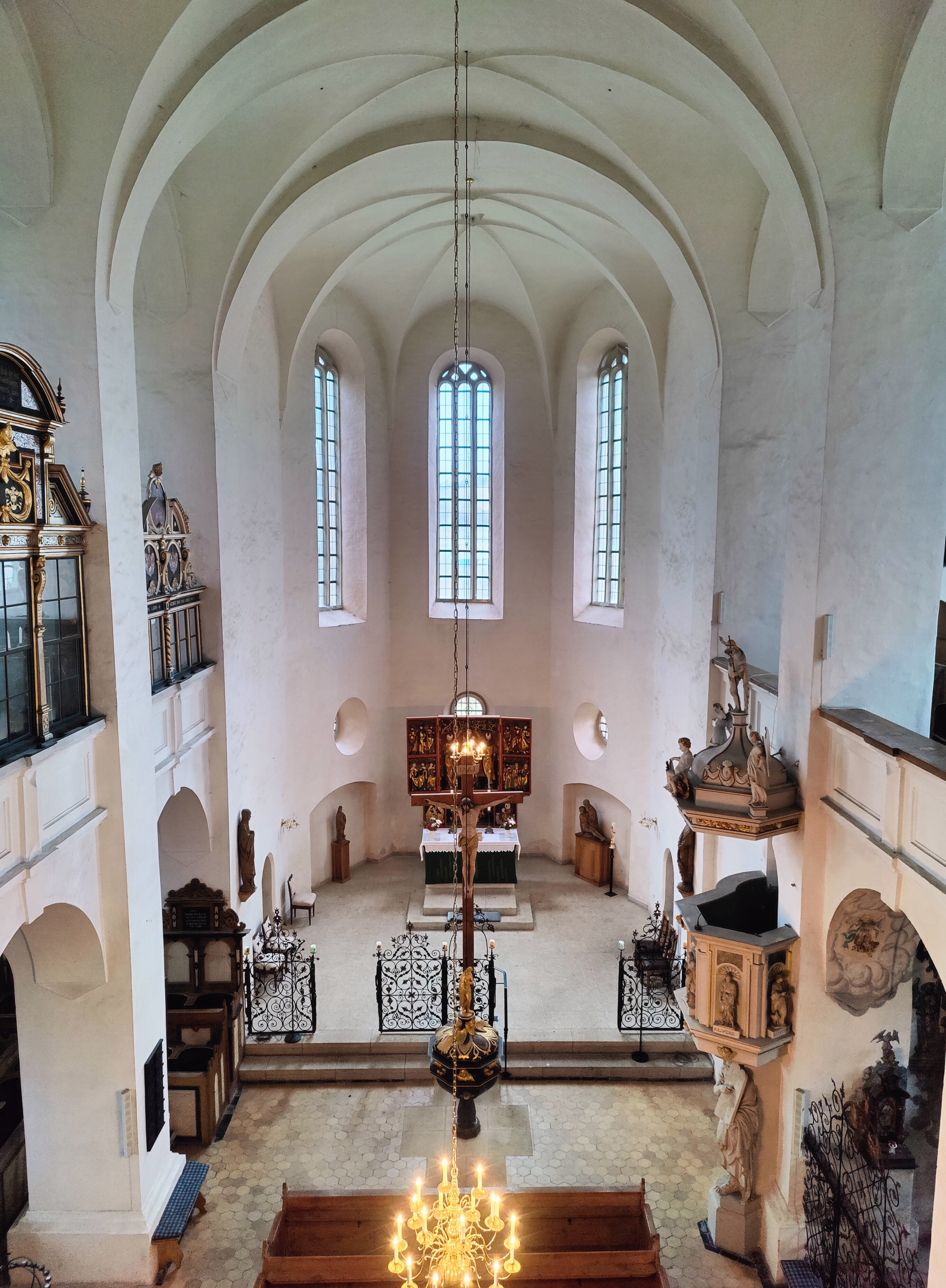
Innenraum (2023)

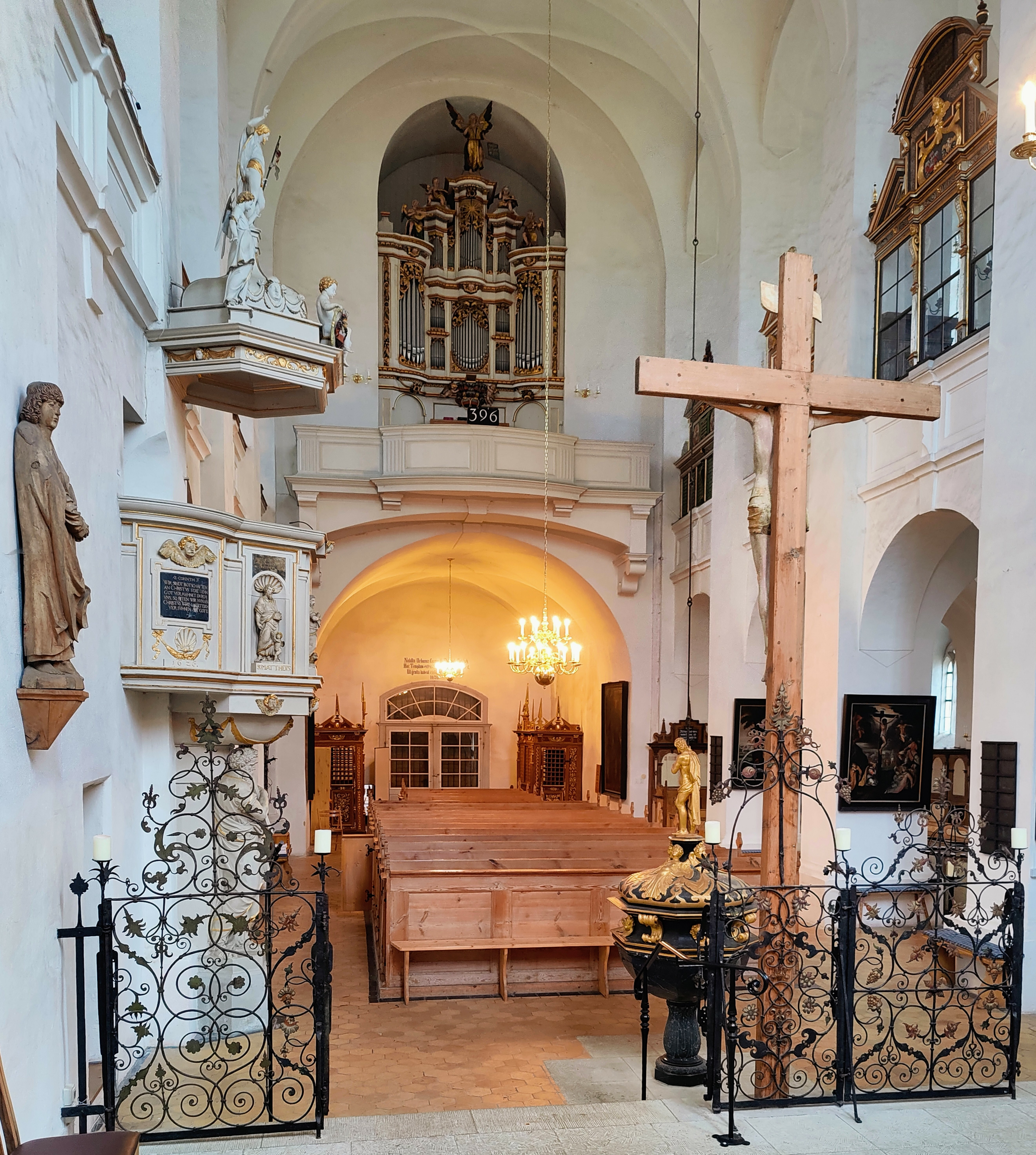
Innenraum, Blick zur Orgel

Die erste Kirche am Ort war ein den Aposteln Petrus und Paulus gewidmeter Bau des Deutschen Ritterordens und wurde bereits 1126 erwähnt. In den Jahren von 1624 bis 1626 ließ der Rittergutsbesitzer von Kürbitz, Urban Caspar von Feilitzsch, eine dreischiffige Hallenkirche mit nördlich liegendem, eingezogenem, polygonalem Chor und mächtigem Südturm errichten. Die umfangreichen Restaurierungen in den Jahren 1880, 1953 und 1967, sowie auch die später noch folgenden objektbezogenen Schutzmaßnahmen und Reparaturen trugen wesentlich zur Erhaltung des Bauwerkes in dem heute vorzufindenden Zustand bei.
Der barocke, gotisierende, verputzte Bruchsteinbau ist eine im Grundriss annähernd quadratische Halle  mit einem Chor in Mittelschiffsbreite und Fünfachtelschluss und zeigt Fensterfronten in zwei Etagen. Die mit einfachem Maßwerk verzierten Fenster sind in zwei Reihen übereinander angeordnet, die unteren in gotisierenden Spitzbögen, die oberen ebenso wie die Chorfenster rundbogig. Die Kirche wird durch ein Westportal aus fränkischem rötlichen Sandstein in toskanischer Ordnung erschlossen, dessen Schlussstein die Jahreszahl 1626 trägt. Ein Giebel über dem hölzernen Tor bekrönt das Doppelwappen des Urban Caspar von Feilitzsch und seiner Gemahlin Veronica von Mülich. Der mächtige Turm mit oktogonalem Aufsatz, welscher Haube und Laterne akzentuiert das Bauwerk. Vier runde Treppentürme mit welschen Hauben sind zu beiden Seiten von Turm und Chor angeordnet.
Eine kreuzgratgewölbte Vorhalle führt in das Kirchenschiff. Im vierjochigen, hellen, durch die Emporen geprägten Schiff tragen mächtige Pfeiler das Kreuzgratgewölbe. Ein rundbogiger Triumphbogen führt zum einjochigen, kreuzgratgewölbten Chor, der durch ein kunstvolles schmiedeeisernes Gitter vom Schiff geschieden ist.
An drei Seiten sind steinerne Emporen eingebaut. Die Nordseite zeigt Betstübchen des 17. und 18. Jahrhunderts, deren reich verzierte Prospekte mit Schrifttafeln und Wappen versehen sind. Auf der Westseite findet sich im Turmobergeschoss die ehemalige herrschaftliche Winterbetstube, die 1880 beim Einbau der Orgel vom Schiff abgetrennt wurde und ebenfalls mit Kreuzgratgewölben gedeckt ist. Der Kamin von 1628 ist mit dem Wappen des Erbauers und seitlich mit den Personifikationen von Caritas oder Fides mit Kelch und wahrscheinlich von Spes mit Taube ausgestattet. Im östlichen Joch des südlichen Seitenschiffs ist die Sakristei eingebaut, in den drei westlich anschließenden Jochen die Begräbniskapelle der Familie von Feilitzsch (siehe unten).

## Ausstattung
Der prächtige spätgotische Flügelaltar wurde aus der Vorgängerkirche übernommen und ursprünglich um 1500 in einer Hofer Werkstatt gefertigt. Er zeigt in der Predella die Anbetung der Könige sowie seitlich Anna selbdritt und Maria Magdalena. Im Schrein sind eine Mondsichelmadonna und die Heiligen Petrus und Paulus dargestellt, auf den Flügeln in je zwei Feldern übereinander kleine Schnitzfiguren der zwölf Apostel. Die Flügelrückseiten zeigen links Kaiser Heinrich II. und seine Gemahlin Kunigunde mit dem Bamberger Dom im Hintergrund sowie die Heiligen Nikolaus und Wolfgang, rechts Laurentius, Stephanus, Martin und Erasmus. Die Rückseite der Predella zeigt gemalte Darstellungen der Heiligen Dorothea, Margareta, Barbara und Katharina.

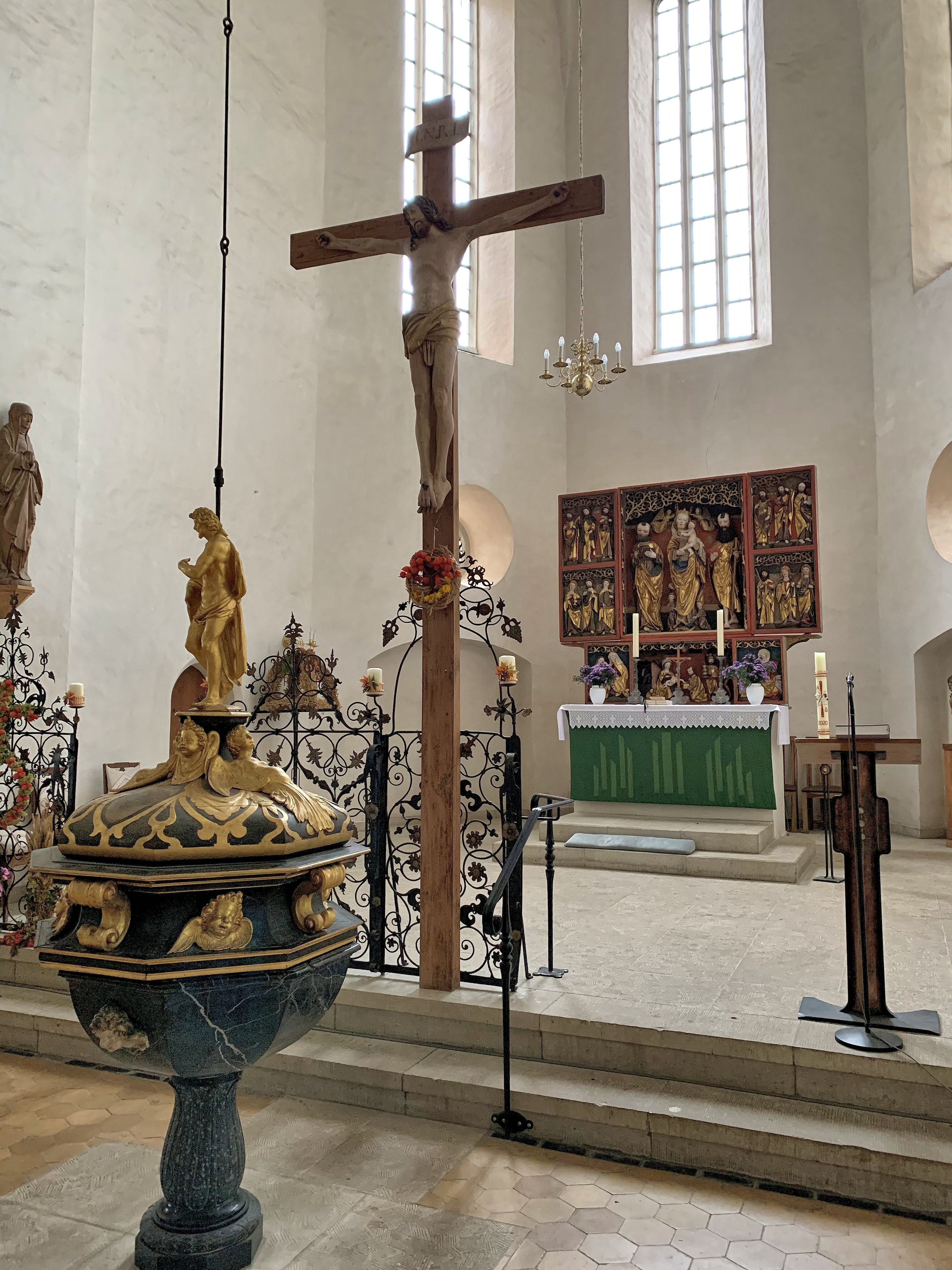
Altarplatz mit Taufbecken, Kruzifix und Altar

Die steinerne Kanzel mit feingearbeiteten Figuren im Stil der Hochrenaissance wurde 1626 von Wolf Feilitzsch auf Rosenberg und seiner Gemahlin gestiftet. Eine Figur des Moses trägt den polygonalen Korb mit Darstellungen der Evangelisten mit Muschelnimben; auf dem Schalldeckel ist der Salvator mundi dargestellt. Auf Grund der ausdrucksvollen Physiognomien und Gebärden der Figuren wird eine Zuschreibung zur Schule der Bildhauerfamilie Walther für möglich gehalten.
Die oktogonale Taufe aus schwarzem Kalkstein, auf einer Säule aus Zöblitzer Serpentinit ruhend, und einer teilvergoldeten Holzabdeckung wurde 1626 von Wolff Dietrich von Poseck aus Unterweischlitz gestiftet.
Mehrere spätgotische Schnitzfiguren, die möglicherweise zu einem Altar oder einer Triumphkreuzgruppe gehörten, stammen aus der Zeit um 1500. Außer beim Kruzifix sind bei allen die Fassungen verloren. Dargestellt sind ein überlebensgroßes Kruzifix, Maria und Johannes Evangelista, eine zugehörige männliche Figur ohne Attribut, vielleicht der heilige Stephan oder Laurentius sowie eine Beweinung Christi.
Mehrere Porträts von Angehörigen der Familie von Feilitzsch sind erhalten. Davon sind besonders die ganzfigurige Darstellung des Urban Caspar von Feilitzsch auf der Nordseite und als Gegenstück das Porträt seiner Gemahlin Veronika von Mühlich auf der Südseite zu erwähnen.
An den Pfeilern sind Gemälde mit Szenen aus dem Alten und Neuen Testament aus dem 17. Jahrhundert angebracht, die wohl aus der Schule von Rubens stammen.
Auf der Südempore ist das Gestühl der Vorgängerkirche aus dem 15. Jahrhundert mit ornamentaler gotischer Bemalung aufgestellt. In der Turmhalle sind zwei reich verzierte und teils vergoldete Abendmahlsgestühle der Familie von Feilitzsch aus dem 17. Jahrhundert teilweise erhalten.

## Orgel

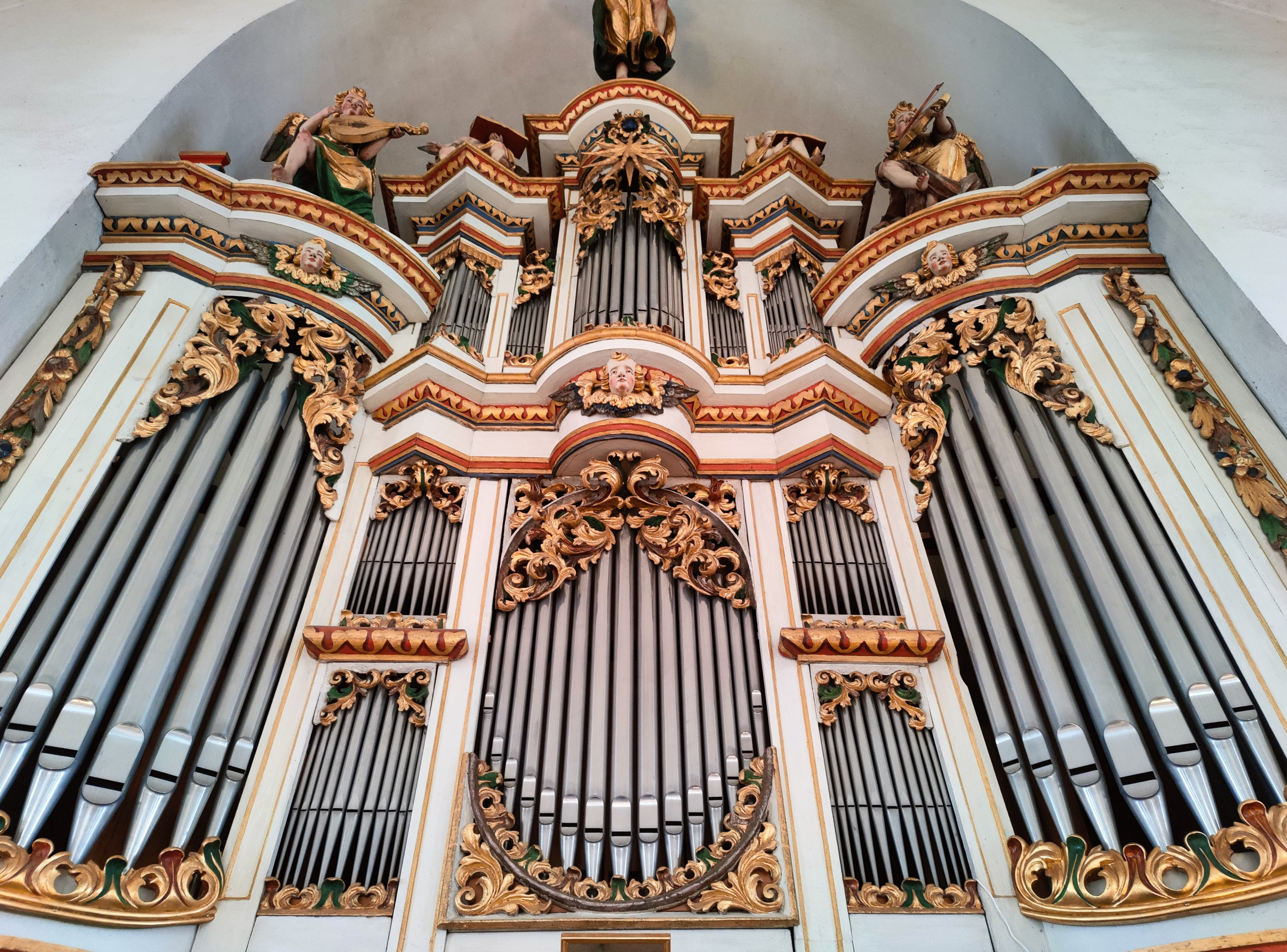
Historischer Orgelprospekt von 1720

Der prachtvolle Prospekt stammt von einer Orgel von Johann Peter Penick aus den Jahren 1719/1720 mit Schnitzwerk von Johann Nikolaus Knoll aus Hof und Fassung sowie Vergoldung von Heinrich Matthäus Lohe aus Hof. Im Jahre 1880 wurde die Orgel vom ersten Standort auf der Südempore nach Westen in eine neu geschaffene Turmöffnung versetzt. 1907 brach Reinhard Schmeisser aus Rochlitz diese Orgel ab und errichtete ein neues Werk mit pneumatischer Traktur. Heute ist hinter dem Prospekt ein Werk von Jehmlich aus dem Jahr 1977 mit mechanischen Schleifladen eingebaut. Die Pfeifen des Prospektes sind stimmlos.
Die aktuelle Disposition seit 1977 lautet:
| I Hauptwerk C–g3 |              |       |
| 6.               | Rohrflöte    | 8′    |
| 7.               | Prinzipal    | 4′    |
| 8.               | Nasat        | 2 ⁄3′ |
| 9.               | Waldflöte    | 2‘    |
| 10.              | Mixtur 4-5f. |       |

| II Oberwerk C–g3 |            |       |
| 11.              | Gedackt    | 8‘    |
| 12.              | Rohrflöte  | 4‘    |
| 13.              | Prinzipal  | 2‘    |
| 14.              | Sifflöte   | 1 ⁄3′ |
| 15.              | Cimbel 3f. |       |
|                  | Tremulant  |       |

| Pedal C–f1 |               |     |
| 1.         | Subbaß        | 16‘ |
| 2.         | Offenflöte    | 8‘  |
| 3.         | Gemshorn      | 4‘  |
| 4.         | Choralbaß 3f. |     |
| 5.         | Fagott        | 16‘ |

- Koppeln: II/I, I/P, II/P
- Zimbelstern

## Begräbniskapelle

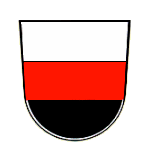
Wappen der Familie von Feilitzsch

Der prachtvolle Raum mit den Grabdenkmälern und Epitaphien der Familie von Feilitzsch ist durch kunstvolle schmiedeeiserne Gitter vom Mittelschiff getrennt, die 1626 von einem Meister Vogel aus Zwickau geschaffen wurden. Die aufwändige barocke, 1920 restaurierte Deckenmalerei aus dem 17. Jahrhundert ist mit Szenen aus dem Alten und Neuen Testament gestaltet, von denen als besonders eindrucksvoll die Verschließung Satans durch den Engel und der Blick auf das himmlische Jerusalem zu erwähnen sind.
Zahlreiche Grabmäler und Epitaphe sind aus dem 16. und 17. Jahrhundert erhalten. Die älteste, farbig gefasste Sandsteinplatte für Jobst von Feilitzsch († 1511) zeigt den Verstorbenen in voller Rüstung auf einem Löwen stehend, flankiert von den Wappen derer von Feilitzsch, Obernitz, Köckeritz und Lindenau. Die fünf Gemälde eines zugehörigen Epitaphs gingen 1945 verloren.
Die Sandsteinplatte für Urban von Feilitzsch († 1580) zeigt eine mit einem Harnisch bekleidete Figur in leichter Drehung vor einem reich mit den Wappen derer von Feilitzsch, Köckeritz, Schenke von Limburg und Planitz verzierten Renaissanceportal. Das zugehörige Epitaph ist mit einem Ölgemälde mit der Darstellung des Jüngsten Gerichts ausgestattet.
Eine weitere Sandsteinplatte für Rudolph Levin von Feilitzsch († 1596) stellt gleichfalls den Verstorbenen in voller Rüstung dar, von den Wappen derer von Feilitzsch, Planitz und Beulwitz umgeben. Das Epitaph für Jobst Christoff von Feilitzsch und seine Frau Maria von Zedwitz ist mit einem Ölbild der Beweinung Christi versehen. Eine weitere Sandsteinplatte für Hans Heinrich von Feilitzsch († 1635) zeigt eine Darstellung des Verstorbenen in Ganzfigur mit 16 Wappen.
Besonders aufwändig ist die aus weißem und schwarzem Naturstein gearbeitete Abdeckung für Urban Caspar von Feilitzsch († 1649), den Erbauer der Kirche. Die Platte wird von Laub- und Blumenranken mit Wappen und Kinderfiguren gerahmt und zeigt in einem Medaillon das Brustbild des Verstorbenen mit der Figur des Todes dahinter und einer Inschrifttafel darunter. Das zugehörige, ebenfalls sehr aufwändige Epitaph wurde von Johann Brenck und Hans Georg Schlehendorn aus Kulmbach ebenfalls in verschiedenen Natursteinen erst 1687 geschaffen und zeigt einen dreiteiligen Aufbau mit Inschrifttafeln. Im Hauptfeld tragen korinthische Säulen einen gesprengten Giebel mit Doppelwappen, seitlich sind Spes und Fides dargestellt. Das Epitaph ist von einer gemalten illusionistischen Rahmung mit Engeln und Genien eingefasst.
Eine große, aus elf Einzelblättern zusammengesetzte Kupferstichtafel mit der Darstellung des Jüngsten Gerichts nach Michelangelo wurde von Giorgio Ghisi geschaffen.

## Geläut
Das Geläut besteht aus drei Bronzeglocken, der Glockenstuhl ist aus Eichenholz wie auch die Glockenjoche und wurden 2002 erneuert.
Im Folgenden eine Datenübersicht des Geläutes:
| Nr. | Gussdatum | Gießer                    | Material | Durchmesser | Masse  | Schlagton |
| --- | --------- | ------------------------- | -------- | ----------- | ------ | --------- |
| 1   | 2002      | Glockengießerei R. Perner | Bronze   | 1130 mm     | 835 kg | fis′      |
| 2   | 2002      | Glockengießerei R. Perner | Bronze   | 910 mm      | 446 kg | ais″      |
| 3   | 2002      | Glockengießerei R. Perner | Bronze   | 775 mm      | 290 kg | cis″      |

## Umgebung
Westlich der Kirche steht an der Friedhofsmauer das aus dem 18. Jahrhundert stammende Totenhäuschen der Familien von Rosenberg, von Kasten, von Ober- und Unterweischlitz und von Kürbitz. Das kleine Bauwerk über quadratischem Grundriss ist mit einer welschen Haube, Spitze und einem Knauf abgeschlossen. Es ist im Innern mit einem Kreuzgratgewölbe gedeckt und wird im Osten durch eine korbbogige Zweiflügeltür mit Granitgewände und Schlussstein erschlossen.